# Kruszwica (gromada)
Kruszwica – dawna gromada, czyli najmniejsza jednostka podziału terytorialnego Polskiej Rzeczypospolitej Ludowej w latach 1954–1972.
Gromady, z gromadzkimi radami narodowymi (GRN) jako organami władzy najniższego stopnia na wsi, funkcjonowały od reformy reorganizującej administrację wiejską przeprowadzonej jesienią 1954 do momentu ich zniesienia z dniem 1 stycznia 1973, tym samym wypierając organizację gminną w latach 1954–1972.
Gromadę Kruszwica z siedzibą GRN w mieście Kruszwicy (nie wchodzącym w jej skład) utworzono – jako jedną z 8759 gromad na obszarze Polski – w powiecie inowrocławskim w woj. bydgoskim, na mocy uchwały nr 24/7 WRN w Bydgoszczy z dnia 5 października 1954. W skład jednostki weszły obszary dotychczasowych gromad Łagiewniki, Kobylniki, Rzepowo, Rzepiszyn, Polanowice, Sokolniki i Sławsko Wielkie ze zniesionej gminy Kruszwica w tymże powiecie. Dla gromady ustalono 25 członków gromadzkiej rady narodowej.
31 grudnia 1961 do gromady Kruszwica włączono obszar zniesionej gromady Racice oraz wsie Szarlej PGR, Karczyn PGR i Arturowo ze zniesionej gromady Dulsk w tymże powiecie.
1 stycznia 1969 do gromady Kruszwica włączono grunty rolne o powierzchni ogólnej 702,00 ha z miasta Kruszwicy w tymże powiecie.
Gromada przetrwała do końca 1972 roku, czyli do kolejnej reformy gminnej. 1 stycznia 1973 w powiecie inowrocławskim reaktywowano gminę Kruszwica.